# Manbuta belus
Manbuta belus är en fjärilsart som beskrevs av William Schaus 1914. Manbuta belus ingår i släktet Manbuta och familjen nattflyn. Inga underarter finns listade i Catalogue of Life.